# Ernst Oberdörster
Ernst Oberdörster, né le 6 avril 1888 à Opladen et mort le 19 septembre 1972 à Berlin-Est, est un homme politique communiste allemand, membre du Landtag de Prusse, résistant au nazisme, puis membre du SED.

## Biographie
Né le 6 avril 1888, Ernst Oberdörster le fils d'un ouvrier. Il apprend le métier de peintre en bâtiment et se syndique. En 1909, il rejoint le Parti social-démocrate d'Allemagne (SPD), puis au Parti social-démocrate indépendant d'Allemagne (USPD) en 1916. De 1920 à 1922, il est secrétaire syndical. En 1920, il adhère au Parti communiste d'Allemagne (KPD). À partir de 1923, il est secrétaire à l'organisation du KPD dans le district de Basse-Rhénanie.
De 1924 à 1927, Oberdörster est membre du parlement de l'État libre de Prusse. En 1929, il est secrétaire pour les questions des coopératives au sein du comité central du KPD. En 1932, il devient Reichsleiter du Secours ouvrier international. Il participe aussi à la préparation de l'élection présidentielle allemande de 1932.
Après l'arrivée au pouvoir du parti nazi en 1933, il est arrêté à plusieurs reprises et interné dans le camp de concentration de Sonnenburg.
Lorsque le régime nazi est aboli à la fin de la Seconde Guerre mondiale, il est actif au sein du KPD reconstitué et, à partir de 1946, du Parti socialiste unifié d'Allemagne (SED). En son nom, il organise les travaux de la coopérative de consommation du Land de Berlin et est en même temps chargé au Comité central du SED des questions alimentaires. Le SED le relève un temps de ses fonctions. En 1947, il collabore à la publication de l'organe Die Versorgung. Il est ensuite référent du VEB Lebensmittelimport.
Il meurt le 19 septembre 1972 à l'âge de 84 ans.

### Vie privée
Oberdörster était marié à Katharina Flecken. Il est le père de Friedrich Oberdörster, qui a enseigné l'épidémiologie à l'université de Rostock à l'époque de la RDA.